# Hunald de Aquitania

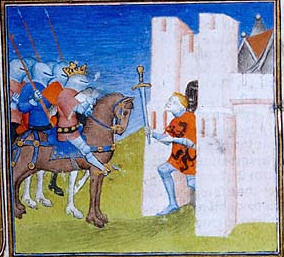
Hunald de Aquitania

Hunald de Aquitania a fost un duce de Aquitania și conte de Toulouse (735-744/748), succedându-l pe tatăl său, Odo cel Mare, în 735.
El a refuzat să recunoască autoritatea majordomului franc a palatului, Charles Martel, care a mărșăluit la sud de Loara, ocupând Bordeaux și Blaye, dar în cele din urmă i-a permis lui Hunald să păstreze Aquitania cu condiția să-i jure fidelitate.
Între 736 și 741, relațiile dintre Charles și Hunald par să fi rămas amiabile, dar după moartea lui Martel în 741, Hunald a declarat război francilor. Pepin și Carloman, la rândul său au trecut Loara și au jefuit zona dintre Berry și Bourges, iar mai târziu, a distrus castelul Loches și au luat toată populația îm prizonierat. Cu toate acestea, Hunald a implorat pacea în 745 și s-a retras la o mănăstire, probabil, de pe Île de Ré.
Mai târziu, se va alia cu lombarzii din Italia, dar va fi omorât cu pietre. A părăsit ducatul Aquitaniei a lui Waifer (probabil, fiul său), care a luptat timp de opt ani în apărarea independenței sale.
Între moartea lui Pepin cel Scurt și începutul domniei lui Carol cel Mare, a fost o ultimă creștere a Aquitaniei. Această revoltă a fost organizată de către un anumit Hunald și a fost reprimată în 769 de Carol și fratele său Carloman. Un anumit Hunald a căutat refugiu la curtea ducelui gasconilor, Lupus, care l-au predat la dușmanii săi. În ciuda opiniei unor istorici, acest Hunald pare să fi fost o persoană diferită (Hunald al II-lea).